# Гриффин, Рене
Рене Гриффин (также Рене Оллман, Рене Амман; род. 30 мая 1968, Лонг-Бич, Калифорния) — американская актриса

.

## Биография
Родилась 30 мая 1968 года в Лонг-Бич, Калифорния.
Замужем за актёром Джеймсом Маршаллом.
Была в основном актёрском составе ныне прекратившей существование мыльной оперы АВС «Порт Чарльз», где исполняла роль Даниэль Эшли в 1997—1998 годах. В 2001 году она появилась в сериале «Чёрный Скорпион» в роли злодейки Aerobicide.
Гриффин известна преимущественно ролью Лэйни в культовом фильме «Обкуренная молодёжь» (1994), а также ролью Энжел в боевике 1991 года «Разборка в Маленьком Токио», где её героиню обезглавливает злодей в исполнении Кэри-Хироюки Тагавы.
Рене также снималась на CBS в «CSI: место преступления».
Она изучала драму в колледже Фуллертона, где появилась на сцене в таких пьесах как Crime of the Heart, Philadelphia Story и Spangled Girl. До этого она посещала среднюю школу Кеннеди в Ла-Пальма, Калифорния.

## Фильмография
| Год  |   | Русское название           | Оригинальное название          | Роль                   |
| ---- | - | -------------------------- | ------------------------------ | ---------------------- |
| 1990 | ф | Голливудский бульвар 2     | Hollywood Boulevard II         | Камилла                |
| 1991 | ф | Разборка в Маленьком Токио | Showdown in Little Tokyo       | Энжел                  |
| 1992 | ф | Замороженный калифорниец   | Encino Man                     | девушка                |
| 1993 | ф | Киборг 2: Стеклянная тень  | Cyborg 2                       | Дрина                  |
| 1994 | ф | Обкуренная молодёжь        | The Stoned Age                 | Лэни                   |
| 1994 | ф | Матч смерти                | Death Match                    | Даниэль Ричардсон      |
| 1995 | ф | Самая преданная поклонница | Number One Fan                 | Блэр Мэдсен            |
| 1996 | ф | Большой белый обман        | The Great White Hype           | Энжел                  |
| 1996 | ф | Леди-убийца                | Ladykiller                     | Дженнифер              |
| 1996 | с | Прилив                     | High Tide                      | Трейси Дональдсон      |
| 1997 | ф | Игра со смертью            | Criminal Affairs               | Робин                  |
| 1997 | с | Порт Чарльз                | Port Charles                   | Даниэль Эшли           |
| 2000 | ф | Судный день                | Doomsday Man                   | Джилл                  |
| 2001 | с | Чёрный скорпион            | Black Scorpion                 | Сьюзи Пэйн / Аэробицид |
| 2004 | с | C.S.I.: Место преступления | CSI: Crime Scene Investigation | Лорел Трент            |